# Саррейе
Саррейе (фр. Sarreyer) — деревня в коммуне Валь-де-Бань, округ Энтремон, кантон Вале, Швейцария. По данным переписи от 31 декабря 2020 года в деревне проживало 232 человека. Высота деревни — 1240 метров.

## Инфраструктура
В деревне находятся продуктовый магазин, ресторан и католическая церковь.

## Достопримечательности

### Водяная мельница
На выезде из деревни находится водяная мельница, выполняющая несколько функций.
Мельницы в Валь-де-Бань традиционно приводились в движение горизонтальными колесами. В 1837 году жители Саррейе ввели новшество. Одно вертикальное колесо приводило в действие пилу и мельницу благодаря простым механизмам. Таким образом, мельник может пилить дрова, молоть хлеб или измельчать яблоки.
Уже в XIV веке в документах упоминается от 7 до 9 гидротехнических сооружений в коммуне Бань. Затем, около 1750 года, их стало 82. Мельница Саррейе датируется началом XIX века. Именно 9 марта 1837 года консорциум из деревни Саррейер решил построить лесопилку. Они хотели максимально использовать энергию, содержащуюся в потоке местного ручья. С годами строители усовершенствовали проект, добавив две мукомольные мельницы и дробилку для яблок, приводимые в движение ковшом. 
С 1950 года здание не использовалось, и работа была прекращена. В 1987 году владельцем стала коммуна Бань. С 1986 по 1990 год реставрационный комитет и муниципальная администрация Бань провели реставрацию всего здания. Эта монументальная инсталляция снова работает, а также является местной достопримечательностью.

### Печь для выпечки хлеба
В здании бывшей молочной находится печь для выпечки хлеба. Организуются дни выпечки хлеба и мероприятия, связанные с хлебом и выпечкой.

## Галерея

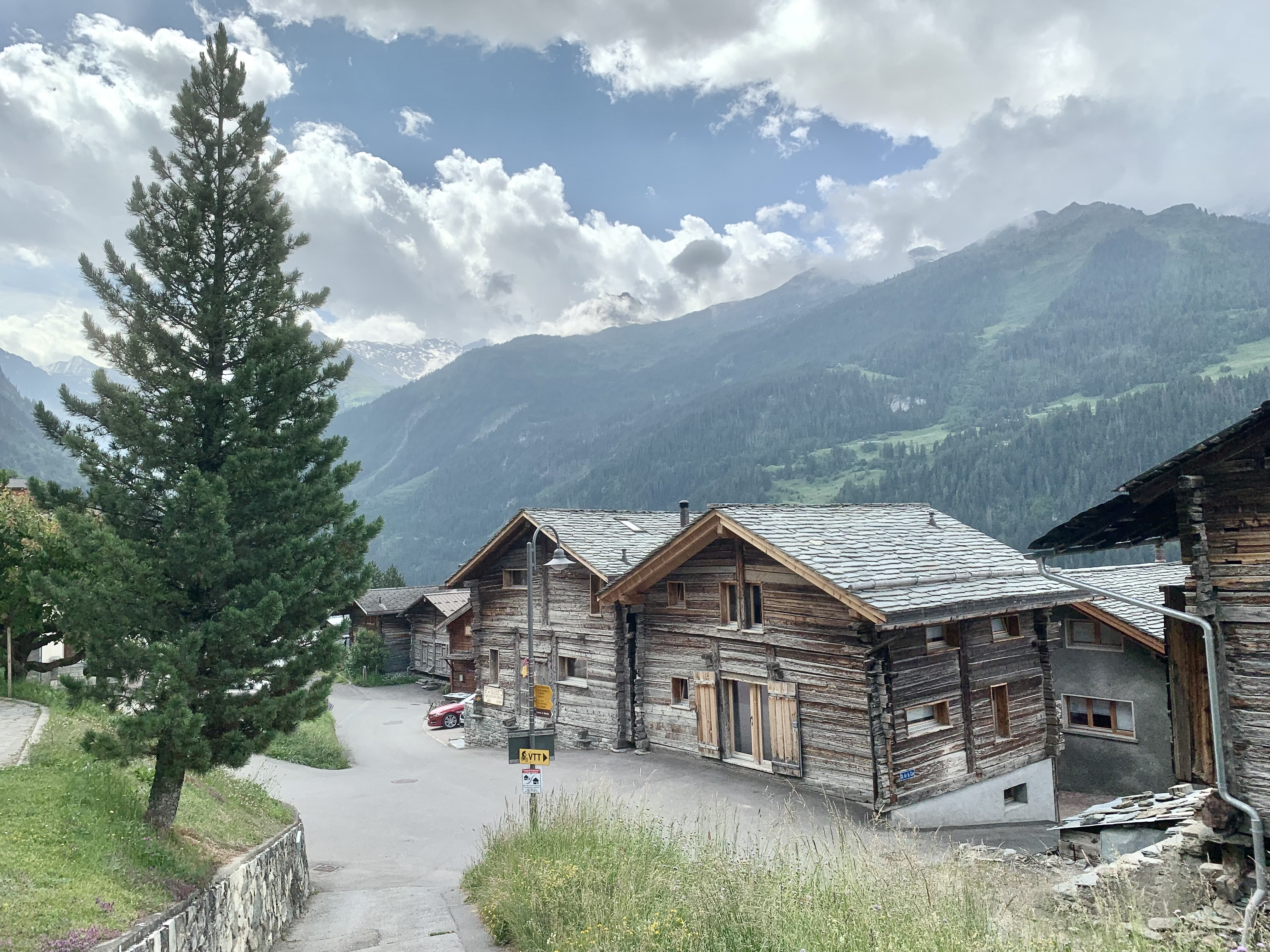
Традиционные шале деревни
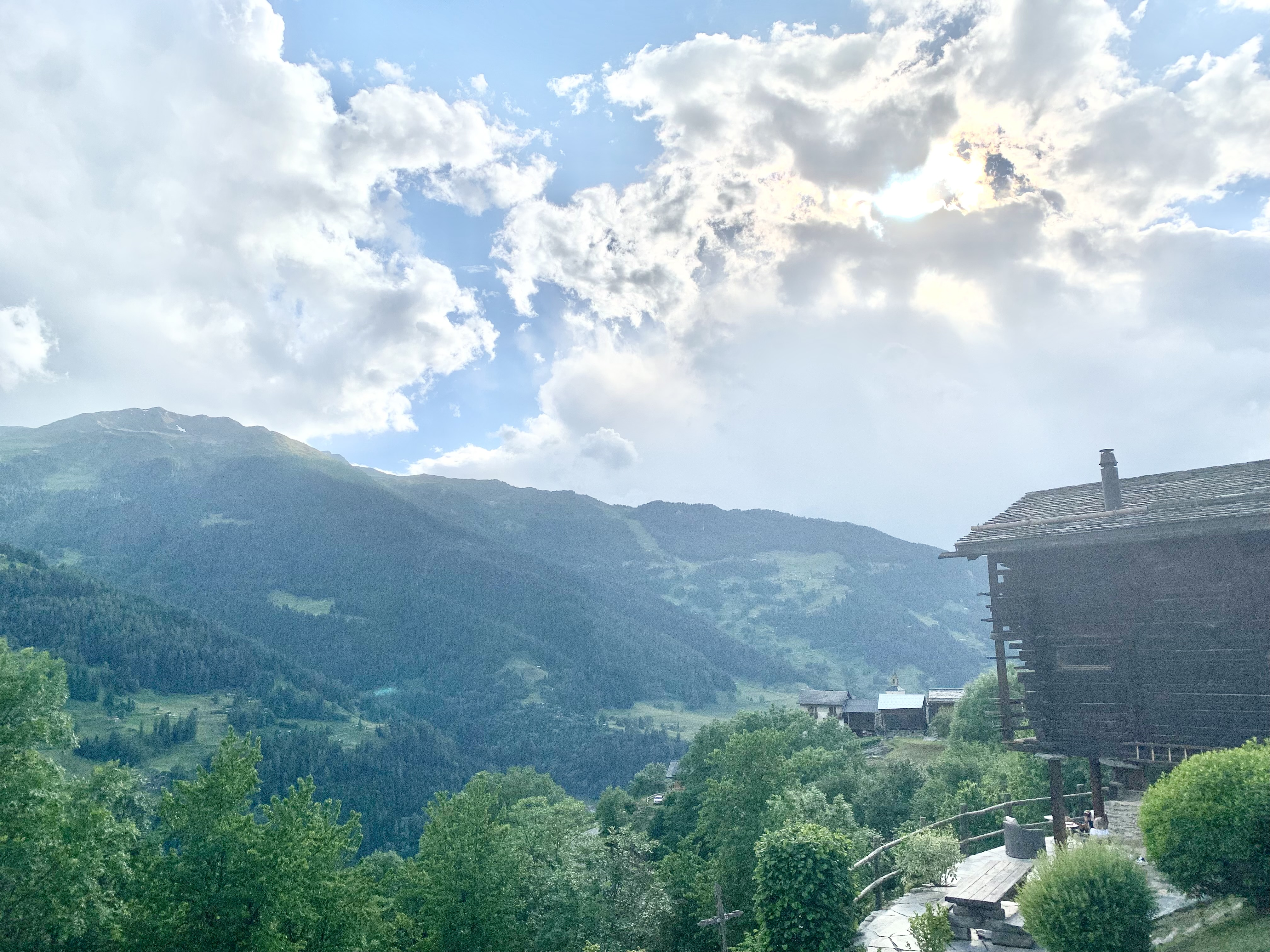
Горный пейзаж, видимый из деревни
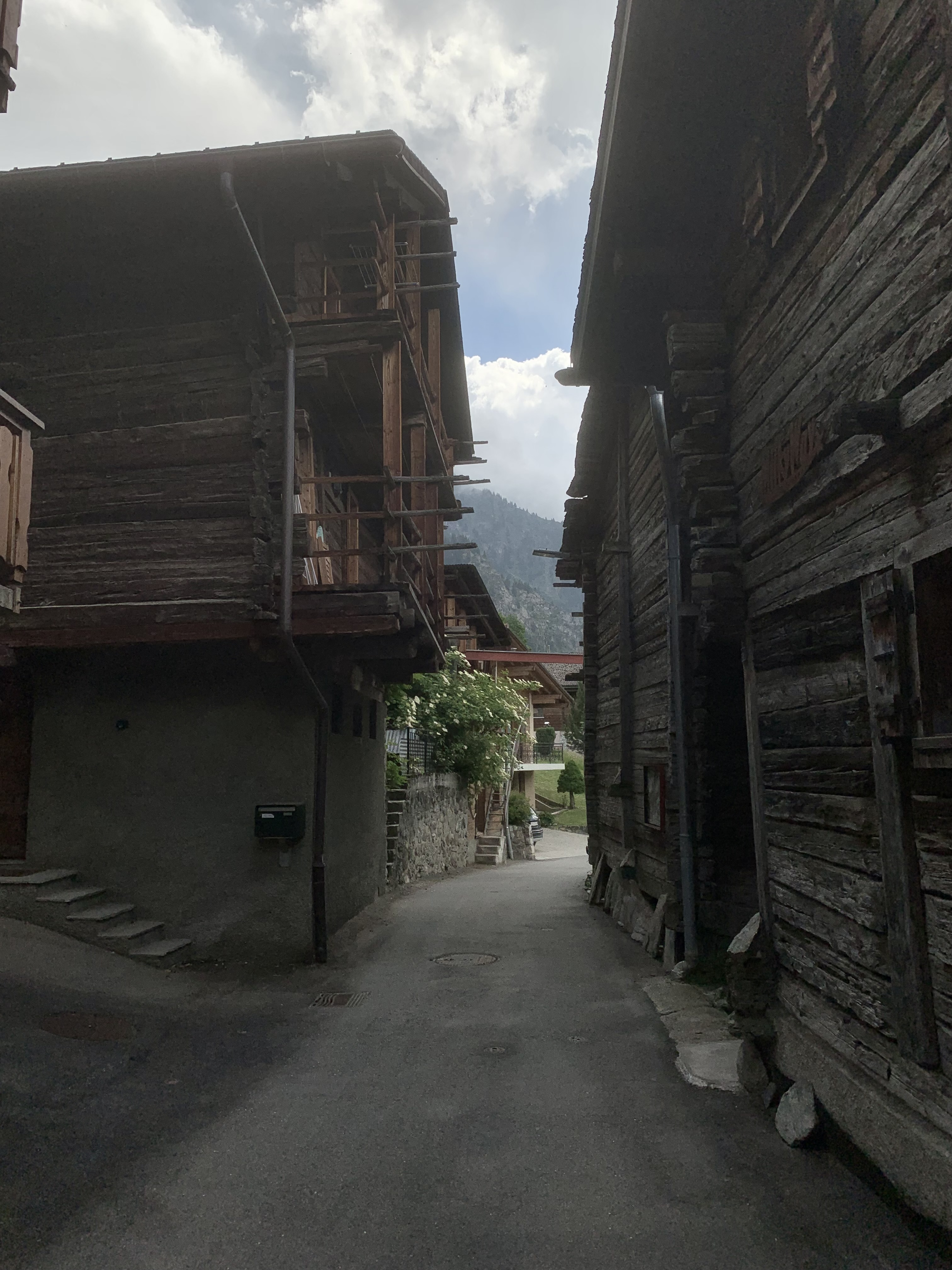
Типичная улица деревни
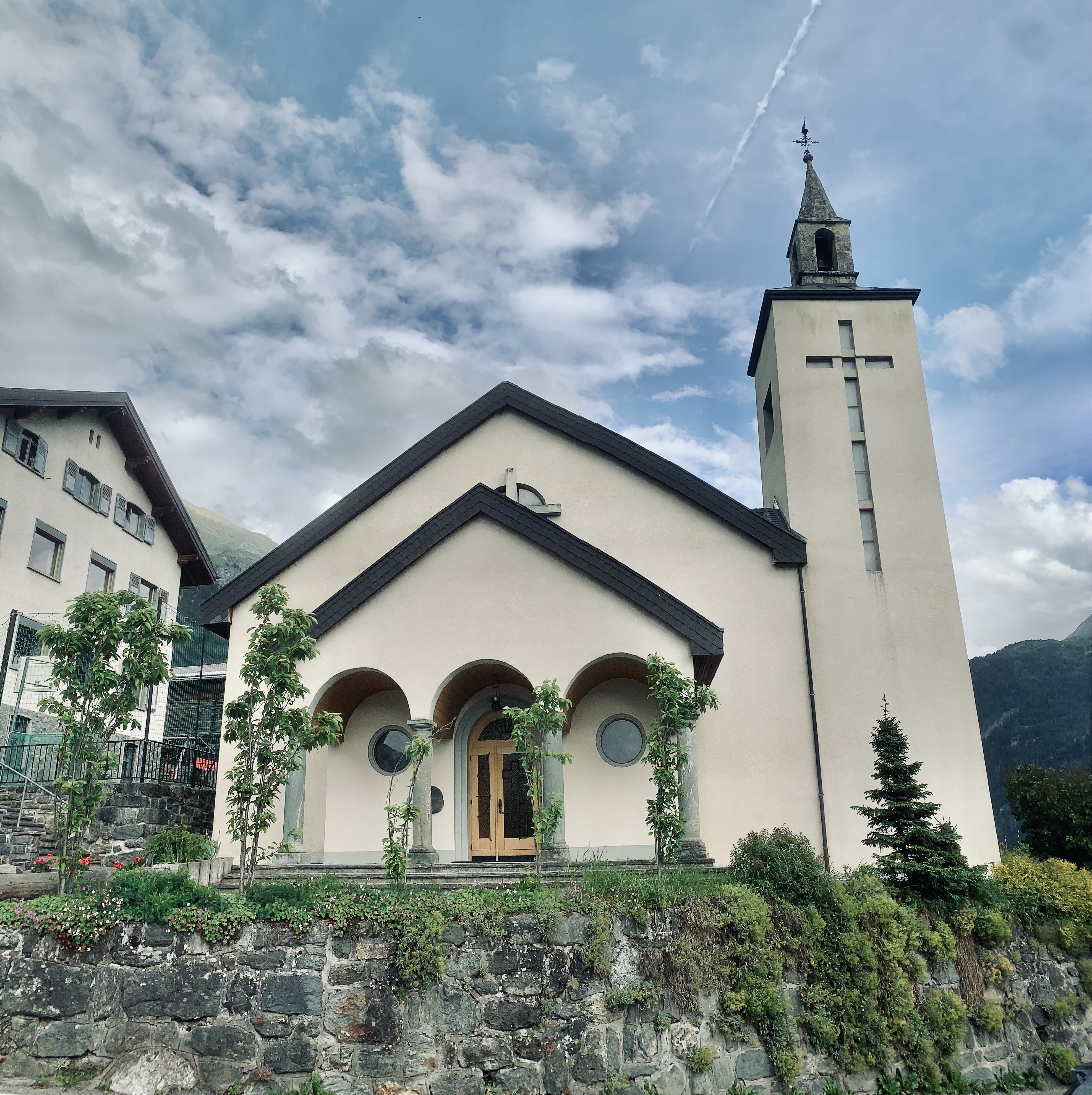
Католическая церковь